# Diploptera
Diploptera es un género de insectos blatodeos (cucarachas) de la familia Blaberidae, subfamilia Diplopterinae.
Ocho especies pertenecen a este género:
- Diploptera bicolor Hanitsch, 1925
- Diploptera erythrocephala Princis, 1950
- Diploptera maculata Hanitsch, 1925
- Diploptera minor (Brunner von Wattenwyl, 1865)
- Diploptera nigrescens Shiraki, 1931
- Diploptera parva Princis, 1954
- Diploptera pulchra Anisyutkin, 2007
- Diploptera punctata (Eschscholtz, 1822)

## Distribución geográfica
Se pueden encontrar, según especies, en Australia, Birmania, China, Fiyi, Filipinas, Hawái, India, Indonesia, Isla Ascensión, Islas Marquesas, Malasia, Papúa Nueva Guinea, Samoa, Sri Lanka, Tailandia, Taiwán y Vietnam.

## Sinonimia
El género Diploptera fue llamado Eleutheroda por Brunner von Wattenwyl en 1865.